# Bioequivalencia
Bioequivalencia es un término utilizado en farmacocinética para evaluar comparativamente la equivalencia terapéutica  in vivo  entre dos formulaciones  de un medicamento que contiene el mismo principio activo o fármaco. Para que dos medicamentos sean bioequivalentes deben ser equivalentes farmacéuticos (igual dosis y forma farmacéutica) y su biodisponibilidad, en magnitud y velocidad, debe ser similar en tal grado que sus efectos, en términos de eficacia y seguridad, serán esencialmente los mismos.

Comparación de bioequivalencia del Bupropion.

La FDA (Food and Drug Administration) ha definido la bioequivalencia como “la ausencia de una diferencia significativa en la velocidad y cantidad a la que el principio activo  o la fracción activa en equivalentes farmacéuticos o alternativas farmacéuticas se hace disponible en el sitio de acción del fármaco cuando es administrado a la misma dosis molar en condiciones similares y en un estudio diseñado adecuadamente."

## Introducción
El conocimiento del concepto de bioequivalencia es esencial para poder comprender el comportamiento terapéutico de los Equivalentes Farmacéuticos Genéricos (EFG), conocidos como medicamentos genéricos. Un EFG se define como la especialidad con la misma forma farmacéutica e igual composición, cualitativa y cuantitativa en sustancias medicinales, que otra especialidad de referencia cuyo perfil de eficacia y seguridad esté suficientemente establecido por su continuado uso clínico y que ha demostrado equivalencia terapéutica con la especialidad de referencia mediante los correspondientes estudios de Bioequivalencia.
En la década de los sesenta se pusieron de manifiesto una serie de fracasos terapéuticos ocasionados por la sustitución entre especialidades con la misma composición en principios activos. Algunos ejemplos denunciados incluyen fármacos tales como: dicumarol, levotiroxina, prednisona, difenilhidantoína y oxitetraciclina. Un hecho destacado es que todas las especialidades denunciadas cumplían con los requisitos oficiales de las farmacopeas y, en consecuencia, debía existir algún otro criterio científico que explicase la razón por la cual dichas especialidades no presentaban una actividad terapéutica similar. Pudo comprobarse en todos los casos que las diferencias observadas en la eficacia terapéutica tenían una causa común: una diferencia importante en la biodisponibilidad del fármaco respecto a las correspondientes especialidades originales, las cuales presentaban una adecuada respuesta terapéutica.
Tras estos resultados pareció razonable considerar que para proceder a la sustitución terapéutica de una especialidad por otra sin asumir el riesgo de un fracaso terapéutico, ambas especialidades deberían proporcionar concentraciones plasmáticas del fármaco esencialmente similares. Este hecho implica la necesidad de asumir que la concentración de fármaco en plasma es un reflejo de la concentración en el lugar de acción (biofase) de manera que a concentraciones plasmáticas iguales le corresponden iguales concentraciones en la biofase. Si esta premisa se cumple, como ocurre para la mayoría de los fármacos, se pueden utilizar la comparación de los perfiles farmacocinéticos (curvas de evolución de las concentraciones de fármaco en fluidos biológicos, habitualmente plasma o suero) para establecer la bioequivalencia entre formulaciones.
La FDA fue la primera administración sanitaria en regular y obligar a la realización de estudios de bioequivalencia. En el apartado de bibliografía de este capítulo se reseñan los documentos más relevantes sobre la reglamentación de los estudios de biodisponibilidad y bioequivalencia en USA y en la UE.

## Ensayos de bioequivalencia
Para demostrar la bioequivalencia se puede recurrir a 3 tipos de ensayos:
1. Ensayos in vivo llevados a cabo habitualmente en voluntarios sanos para determinar la concentración de principio activo y/o metabolitos activos en sangre, plasma, suero u orina, evaluados en función del tiempo con un ensayo clínico comparativo que demuestre la bioequivalencia con una especialidad de referencia.
2. Ensayos in vivo en los que un efecto farmacológico apropiado del principio activo y de sus metabolitos activos es evaluado en función del tiempo y este efecto puede cuantificarse con suficiente precisión, sensibilidad y reproducibilidad.
3. Ensayos in vitro comparativos que aseguren una correlación con la biodisponibilidad in vivo: exención de los estudios de biodisponibilidad y bioequivalencia (bioexenciones).

### Ensayosin vivo
Los ensayos clínicos in vivo que determinan los perfiles farmacocinéticos de las especialidades comparadas, son los más habituales y las agencias reguladoras establecen unos requerimientos oficiales para la realización de estos ensayos de bioequivalencia. El parámetro farmacocinético evaluado para establecer la biodisponibilidad en magnitud es el área bajo la curva de concentraciones de fármaco en plasma-tiempo (ABC) y para la biodisponibilidad en velocidad, la concentración máxima (Cmax) y el tiempo necesario para alcanzarla (tmax).

### Toma de decisiones
La Agencia Europea del Medicamento (EMA) propone, como criterio para la toma de decisión de bioequivalencia, la determinación del intervalo de confianza del 90% (nivel de significación ,α=0,05) de cada uno de los parámetros farmacocinéticos evaluados (ABC, Cmax y tmax) en la formulación que pretende demostrar bioequivalencia y su inclusión en el intervalo del 80-120% de los correspondientes al medicamento de referencia (este intervalo corresponde al 80-125%, cuando los datos son logaritmo transformados).
La FDA utiliza para la toma de decisión un ensayo en el que se evalúa si el límite inferior del intervalo de confianza es igual o superior a 0,8 por un lado, y/o si el límite superior de dicho intervalo es igual o inferior a 1,25. El nivel de significación, α, es también de 0,05.
La UE recomienda, además, la determinación del intervalo de confianza al 90% para el parámetro tmax, mediante un método no paramétrico. Las agencias reguladoras consideran este intervalo del ± 20 % aceptable desde el punto de vista clínico para la mayoría de los medicamentos.

## Problemas de bioequivalencia
Ciertas clases de drogas son particularmente problemáticas debido a su química. Algunos de estos incluyen medicamentos quirales, medicamentos mal absorbidos y medicamentos citotóxicos. Además, los mecanismos de entrega complejos pueden causar variaciones de bioequivalencia. Se advierte a los médicos que eviten cambiar a los pacientes de marca a genéricos, o entre diferentes fabricantes de genéricos, al recetar medicamentos antiepilépticos, warfarina y levotiroxina.
Se plantearon problemas importantes en la verificación de la bioequivalencia cuando se descubrió que múltiples versiones genéricas de medicamentos genéricos aprobados por la FDA no eran equivalentes en cuanto a eficacia y perfiles de efectos secundarios.
En 2004, se reveló que Ranbaxy falsificaba datos sobre los medicamentos genéricos que fabricaban. Como resultado, se retiraron 30 productos de los mercados estadounidenses y Ranbaxy pagó $ 500 millones en multas. La FDA investigó a muchos fabricantes de medicamentos de la India después de que se descubrió esto, y como resultado, al menos 12 compañías han sido prohibidas de enviar medicamentos a los EE. UU.
En 2007, dos proveedores de información al consumidor sobre productos y suplementos nutricionales, ConsumerLab.com y The People's Pharmacy, publicaron los resultados de las pruebas comparativas de diferentes marcas de bupropión. The People's Pharmacy recibió múltiples informes sobre el aumento de los efectos secundarios y la disminución de la eficacia del bupropión genérico, lo que le llevó a pedirle a ConsumerLab.com que probara los productos en cuestión. Las pruebas mostraron que algunas versiones genéricas de Wellbutrin XL 300 mg no tuvieron el mismo rendimiento que la píldora de marca en las pruebas de laboratorio. La FDA investigó estas quejas y concluyó que la versión genérica es equivalente a Wellbutrin XL con respecto a la biodisponibilidad del bupropión y su principal metabolito activo, el hidroxibupropión. La FDA también dijo que la variación coincidente del estado de ánimo natural es la explicación más probable para el aparente empeoramiento de la depresión después del cambio de Wellbutrin XL a Budeprion XL. Después de varios años de negar los informes de los pacientes, en 2012 la FDA revirtió esta opinión y anunció que "Budeprion XL 300 mg no demuestra la equivalencia terapéutica con Wellbutrin XL 300 mg". La FDA no probó la bioequivalencia de ninguna de las otras versiones genéricas de Wellbutrin XL 300 mg, pero solicitó que los cuatro fabricantes envíen datos sobre esta cuestión a la FDA antes de marzo de 2013. A partir de octubre de 2013, la FDA ha tomado decisiones sobre las formulaciones de algunos fabricantes que no son bioequivalentes.